# Специальные химические вещества
Специальные химические вещества — химические соединения, предназначенные для использования в ходе оперативно-разыскных мероприятий и снаряжения средств пассивной охраны (химловушек), а также для нанесения на предметы с целью отслеживания их движения.
СХВ использовались различными службами очень давно и активно используются в настоящее время. В Советском Союзе информация о СХВ составляла служебную тайну. В настоящее время гриф секретности снят и эти вещества можно свободно приобрести в любом магазине спецтехники. Сегодня, кроме полиции и органов государственной безопасности, СХВ активно используются различными детективными и охранными предприятиями для охраны имущества клиентов и проведения поисковых мероприятий.

## Виды СХВ
По способу окрашивания, способу отслеживания и обнаружения СХВ делятся на несколько видов. Тем не менее, существуют СХВ, обладающие одновременно несколькими качествами (к примеру одновременно красящим и люминисцирующим).

### Красящие
Стойкие красящие химические вещества, используемые в химловушках для помечания лица, несанкционированно проникшего на охраняемый объект, либо вскрывшего охраняемый предмет. Красящие СХВ отличаются чрезвычайной стойкостью, при попадании на одежду, практически не смываются, при попадании на тело не смываются длительное время, вплоть до нескольких суток. При попытке смыть Родамин водой, окрас тела или одежды приобретает более ярко выраженный характер.

### Люминесцирующие
Бесцветные при обычном освещении СХВ, видимые в ультрафиолетовом свете (флюоресцирующие). Активно используются оперативно-розыскными подразделениями для помечания денег, иных предметов в ходе документирования фактов дачи взяток и вымогательства. Также могут использоваться в химловушках.

### Запаховые
Бесцветные СХВ, при попадании на обувь, одежду, тело нарушителя, усиливают его запах для облегчения его поиска служебно-розыскными собаками.

### Радиоизотопные
СХВ на основе вещества, излучающего небольшие дозы радиации — активно применялись оперативными подразделениями Советского Союза для негласного помечания предметов и грузов с целью последующего отслеживания их движения. В настоящее время не применяются в силу определенной опасности для сотрудников оперативных служб и посторонних лиц.

## Марки СХВ
- «Люминофор» — жидкое люминесцентное средство;
- «Сафранин» — красящее средство.
- «Метиленовый голубой» — красящее средство.
- «Хризоидин» — красящее средство.
- «Основной ярко-зелёный» — зеленый порошок с золотистым блеском. Контактирующую поверхность окрашивает в стойкий зеленый цвет. Плохо растворяется в воде, растворим в спирте.
- «Орлюм» — люминесцентное средство в порошке;
- «Огонёк» — люминесцентное средство в виде мази;
- «Искра» — люминесцентное средство;
- «Родамин» — красящий состав в виде порошка. Родамин С- Темно-коричневый порошок с зеленоватым оттенком. Растворы в воде и спирте имеют синевато-красную окраску. Контактирующую поверхность при увлажнении окрашивают в стойкий малиновый цвет;
- «Б-1» — люминесцентное средство повышенной секретности в порошке.